# كيفين ايليس
كيفين ايليس (بالإنجليزية: Kevin Ellis)‏ (30 يونيو 1991 بكانساس سيتي في الولايات المتحدة - ) هو لاعب كرة قدم أمريكي في مركز الدفاع. لعب مع سبورتينغ كانساس سيتي وشيكاغو فاير وOrlando City SC (2010–2014) ‏ واوكلاهوما سيتي أنرجي وسويب بارك رينجرز وKansas City Brass ‏.

## وصلات خارجية
- كيفين ايليس على موقع الدوري الأمريكي (الإنجليزية)
- كيفين ايليس على موقع قاعدة بيانات كرة القدم.إي يو (الإنجليزية)
- كيفين ايليس على موقع Soccerbase.com (لاعب) (الإنجليزية)
- كيفين ايليس على موقع Soccerway.com (الإنجليزية)
- كيفين ايليس على موقع عالم كرة القدم.نت (الإنجليزية)
- كيفين ايليس على موقع AS.com (الإسبانية)